# Presidentvalet i Frankrike 2022

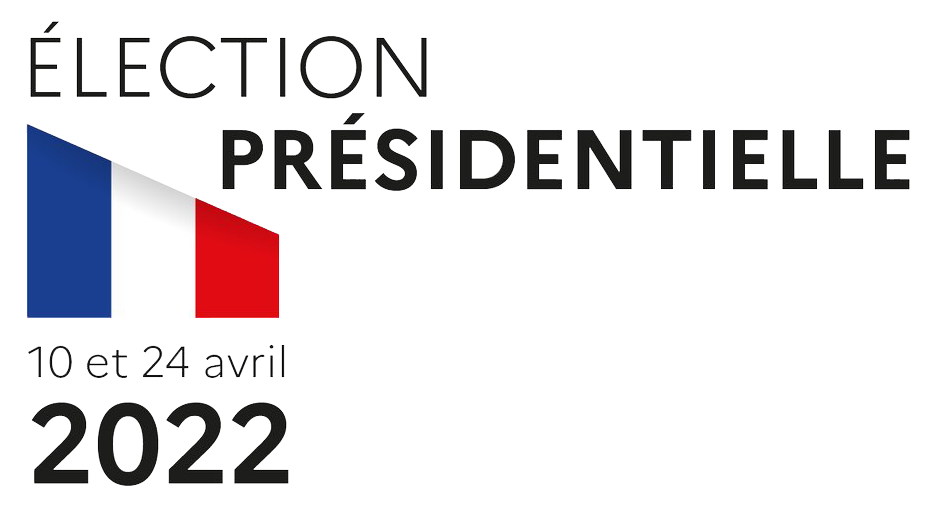

Presidentvalet i Frankrike 2022 var ett ordinarie val till ämbetet som Republiken Frankrikes president, där den sittande presidenten Emmanuel Macron återvaldes för en ny mandatperiod.
Valet utlystes till den 10 april 2022 och en dryg månad före valdagen kungjordes att tolv personer kvalificerat sig för att kandidera i valet. Då ingen av de tolv kandidaterna lyckades vinna en absolut majoritet av de avlagda rösterna, genomfördes en andra valomgång den 24 april mellan de två kandidater som fått flest röster.
I den andra valomgången deltog president Emmanuel Macron (En Marche) och Marine Le Pen (Rassemblement National). Emmanuel Macron erhöll nästan 5,5 miljoner fler röster än sin motståndare, och utsågs därför till president för en andra mandatperiod. Macrons röstetal utgjorde 58,55 % av de avgivna, giltiga rösterna. Macron var den första franska presidenten på 20 år att bli återvald.
Emmanuel Macrons första mandatperiod upphörde den 13 maj 2022. Det franska författningsrådet Conseil Constitutionnel utsåg därför Macron till Republikens president på nytt med början den 14 maj 2022 kl 00. Presidentvalet följdes sedan av parlamentsval den 12 och 19 juni 2022.

## Bakgrund

### President före valet 2022
Den första valomgången i Frankrikes presidentval 2017 ägde rum den 23 april. Ingen kandidat fick egen majoritet i den första omgången, vilket innebar att de två kandidater som fick flest röster – den obundna mittenpolitikern Emmanuel Macron med 24,0 % och nationalisten Marine Le Pen med 21,3 % – fick mötas i en andra valomgång den 7 maj 2017.
Macron besegrade Le Pen med 66,10 procent av rösterna och installerades den 14 maj 2017. Presidentvalet följdes av parlamentsval den 11 och 18 juni samma år.

### Valförfarande
Under Femte republikens konstitution hålls presidentval genom direktval bland alla röstberättigade. Sedan 2002 hålls valen vart femte år.
För att väljas till president krävs att en kandidat fått minst hälften av rösterna i valet. I annat fall hålls en andra valomgång fjorton dagar senare, där endast de två kandidater som fått flest röster i första valomgången får delta. Det är möjligt att avstå sin kandidatur, men i praktiken är det vanligare att de slagna kandidaternas partier ställer sig bakom den kandidat de tycker står närmast de egna värderingarna.

### Kvalifikationer
För att kvalificera sig som kandidat i presidentvalet förutsätts att personen nominerats av minst 500 medborgare som innehar vissa folkvalda uppdrag, ofta kallat att stå fadder (franska: parrainage). Det rör sig om ledamöter i parlamentet, regionfullmäktige, departementsfullmäktige, de utomeuropeiska förvaltningsområdena och territoriernas parlamentariska församlingar samt utlandsfransmännens rådsförsamling. Den största gruppen faddrar återfinns dock bland borgmästare och underborgmästare, arrondissementsborgmästare i Paris, Lyon och Marseille samt ordförande i vissa andra stads- och landskommunala församlingar. De personer som nominerar presidentkandidaterna måste företräda minst 30 olika departement, och maximalt 10 % får företräda ett och samma departement.
En och samma person kan inneha ämbetet maximalt två mandatperioder i följd. Det innebär att Emmanuel Macron kan kandidera i valet 2022, men att han därefter måste lämna presidentämbetet innan han kan väljas till president på nytt.

## Inför valet
Efter det franska presidentvalet 2017 skickade Republikanerna en enkät till sina medlemmar, av de 40 000 svarande så röstade 70 % emot ett öppet primärval av partiets presidentkandidat likt det partiet höll 2016. I ett dokument daterat den 17 oktober 2017 noterade Socialistiska partiet att finansieringen av partiets presidentsvalkampanj inte var säkerställd, men att partiet ändå planerade att spendera 12 miljoner euro vilket är det största tillåtna summan innan valets första omgång. I dokumentet framgick också att partiet övervägt möjligheten att inte nominera en kandidat för valet 2022.
Marine Le Pen, partiledare för Rassemblement National, deklarerade den 16 januari 2020 att hon skulle kandidera i valet, något hon även gjorde i presidentvalen 2012 och 2017.
Jean Lassalle, som i presidentvalet 2017 kandiderade för Résistons där han fick 1,7 % av rösterna, deklarerade att även han ställer upp som en kandidat i 2022 års presidentval. Radiologen och politikern Joachim Son-Forget, som 2017 valdes in i Frankrikes nationalförsamling för socialliberala LREM, bildade 2020 ett nytt politiskt parti kallat Valeur Absolue och deklarerade att han avsåg att ställa upp som kandidat i 2022 års presidentval. Han avgick från LREM efter att han postat tweets 2018 som bedömdes vara sexistiska, därefter var han under 2019 medlem i Groupe UDI et indépendants.
Den 8 november 2020 tillkännagav Jean-Luc Mélenchon, grundare av La France Insoumise, att han skulle kandidera i presidentvalet 2022. Han kandiderade även i valet 2012, för Vänsterfronten, och i valet 2017, då för La France Insoumise. 2017 valdes Mélenchon in i Frankrikes nationalförsamling.
I november 2021 bildades koalitionen Ensemble Citoyens ur den politiska majoriteten ledd av presidenten Emmanuel Macron.
I januari 2022 fick Éric Zemmours nybildade och en månad gamla parti Reconquête en ledamot i nationalförsamlingen när Guillaume Peltier anslöt sig från Republikanerna, samtidigt som partiet fick två ledamöter i Europaparlamentet när Jérôme Rivière och Gilbert Collard bytte till partiet från Le Pens Rassemblement National. Son-Forget, som tidigare tillgännagivit att han skulle kandidera för presidentskapet, ställde sig nu bakom Zemmours kandidatur. Tidigt under februari 2022 fick partiet ytterligare en ledamot i Europaparlamentet när Maxette Grisoni-Pirbakas bytte till partiet, även hon från Rassemblement National.  
I februari 2022 drabbades Valérie Pécresse, Republikanernas kandidat, av ett antal avhopp till förmån för Macron. Hon har mött intern kritik för att hon upplevts försöka locka Zemmours väljare, samtidigt som hon också fått kritik för att i ett tal ha nämnt en högerextrem teori vilket hon själv senare menade inte skulle tolkas som att hon ställde sig bakom vad hon såg som "hat-teori".

## Kandidater
Sammantaget har 46 personer meddelat att de kandiderar som Frankrikes president. Formellt inleds dock nomineringen av kandidater först dagen efter att valet utlysts, vilket skedde den 27 januari 2022 genom publicering i Journal officiel. Fram till dess pågick primärval och andra former av nomineringsprocesser inom partierna.
Granskningen av underskrifter skedde löpande, med den 4 mars kl 18.00 som sista möjliga tillfälle för faddrarna att lämna sin nominering till Conseil constitutionnel. Den 7 mars 2022 fastställde Conseil constitutionnel vilka kandidater som kvalificerat sig för att delta i presidentvalet. Listan offentliggjordes i Journal officiel den 8 mars. Följande tabell visar de tolv kandidater som kvalificerat sig, i den slumpmässiga ordning som Conseil constitutionnel lottat fram och som också är den ordning som kandidaterna presenteras i den officiella valaffischeringen.
| Nr | Kandidatens namn (ålder på valdagen) |  |  | Partibeteckning eller ideologi                                             | Politisk funktion                                                              | Kommentar |
| -- | ------------------------------------ |  |  | -------------------------------------------------------------------------- | ------------------------------------------------------------------------------ | --- |
| 1  | Nathalie Arthaud (52)                |  |  | Lutte ouvrière (trotskism)                                                 | Talesperson för Lutte ouvrière                                                 | Utsedd genom beslut på partikongressen 19-20 december 2021. |
| 2  | Fabien Roussel (52)                  |  |  | Parti communiste français (kommunism)                                      | Partisekreterare för Parti communiste français Parlamentsledamot för Nord      | Utsedd genom beslut på partikongressen den 9 maj 2021. |
| 3  | Emmanuel Macron (44)                 |  |  | La République En Marche! (liberalism)                                      | Frankrikes president                                                           | Tillkännagav sin kandidatur den 3 mars 2022 genom ett öppet brev, Lettre aux Français. |
| 4  | Jean Lassalle (66)                   |  |  | Résistons (landsbygdsparti)                                                | Partiordförande för Résistons Parlamentsledamot för Pyrénées-Atlantiques       | Tillkännagav sin kandidatur den 16 mars 2021 i ett uttalande till nyhetsbyrån Agence France-Presse (AFP). |
| 5  | Marine Le Pen (53)                   |  |  | Rassemblement National (nationalistiskt, socialkonservativt)               | Partiordförande för Rassemblement national Parlamentsledamot för Pas-de-Calais | Tillkännagav sin kandidatur den 16 januari 2020 i samband med sitt nyårstal till pressen. |
| 6  | Éric Zemmour (63)                    |  |  | Reconquête (nationalism)                                                   | Partiledare                                                                    | Tillkännagav sin kandidatur den 30 november 2021 i en vido på sociala medier. I filmen förekommer andra filmklipp som Zemmour använt utan tillstånd. Zemmour och hans parti fälls därför för upphovsrättsintrång den 4 mars 2022. |
| 7  | Jean-Luc Mélenchon (70)              |  |  | La France Insoumise (demokratisk socialism, ekosocialism, vänsterpopulism) | Gruppledare och parlamentsledamot för Bouches-du-Rhône                         | Tillkännagav den 8 november 2020 att han skulle kandidera, om 150 000 personer stödde hans kandidatur genom namnunderskrifter på en webbsida. Målet uppnås redan 12 november.                                                     |
| 8  | Anne Hidalgo (62)                    |  |  | Parti socialiste (socialdemokrati)                                         | Paris borgmästare                                                              | Utsedd genom partiets primärval, med 72 % av rösterna. |
| 9  | Yannick Jadot (54)                   |  |  | Europe Écologie Les Verts (grönt, ekologiskt)                              | Europaparlamentariker                                                          | Utsedd genom primärval inom fem gröna partier. |
| 10 | Valérie Pécresse (54)                |  |  | Les Républicains (gaullism, liberalkonservatism)                           | Regionstyrelsens ordförande i Île-de-France Partiordförande för Soyons libres  | Vald av partimedlemmarna vid Les Républicains kongress. |
| 11 | Philippe Poutou (55)                 |  |  | Nouveau Parti anticapitaliste (anti-kapitalism, ekosocialism)              | Kommunfullmäktige i Bourdeaux                                                  | Utsedd genom beslut av 152 partirepresentanter vid en nationell partikonferens den 28 juni 2021. |
| 12 | Nicolas Dupont-Aignan (61)           |  |  | Debout la France (högerradikal)                                            | Partiordförande för Debout la France Parlamentsledamot för Essonne             | Tillkännagav sin sin kandidatur den 26 september 2020 vid ett stormöte. |

## Valresultat

### Valomgång 1
Den 10 april 2022 genomfördes en första valomgång. Då ingen av kandidaterna fick en absolut majoritet av de avlagda rösterna gick de två kandidater som fått flest antal röster, nämligen Emmanuel Macron med 9 785 578 röster (27,84 %) och Marine Le Pen, med 8 136 369 röster (23,15 %), vidare till en andra valomgång den 24 april 2022.
| Kandidatens namn                                 | Antal röster | Andel röstberättigade | Andel avgivna, giltiga röster | Kommentar |
| ------------------------------------------------ | ------------ | --------------------- | ----------------------------- | --- |
| Emmanuel Macron (LREM)                           | 9 783 058    | 20,07 %               | 27,85 %                       | Kvalificerade för andra valomgången. Kan ansöka om upp till 8 004 225 euro vardera i kampanjstöd för första valomgången |
| Marine Le Pen (RN)                               | 8 133 828    | 16,69 %               | 23,15 %                       | Kvalificerade för andra valomgången. Kan ansöka om upp till 8 004 225 euro vardera i kampanjstöd för första valomgången |
| Jean-Luc Mélenchon (LFI)                         | 7 712 520    | 15,82 %               | 21,95 %                       | Ej kvalificerade för andra valomgången. Kan ansöka om upp till 8 004 225 euro vardera i kampanjstöd.                    |
| Éric Zemmour (REC)                               | 2 485 226    | 5,10 %                | 7,07 %                        | Ej kvalificerade för andra valomgången. Kan ansöka om upp till 8 004 225 euro vardera i kampanjstöd.                    |
| Valérie Pécresse (LR)                            | 1 679 001    | 3,44 %                | 4,78 %                        | Ej kvalificerade för andra valomgången. Kan ansöka om upp till 800 423 euro vardera i kampanjstöd.                      |
| Yannick Jadot (Europe Écologie Les Verts)        | 1 627 853    | 3,34 %                | 4,63 %                        | Ej kvalificerade för andra valomgången. Kan ansöka om upp till 800 423 euro vardera i kampanjstöd.                      |
| Jean Lassalle (Résistons)                        | 1 101 387    | 2,26 %                | 3,13 %                        | Ej kvalificerade för andra valomgången. Kan ansöka om upp till 800 423 euro vardera i kampanjstöd.                      |
| Fabien Roussel (PCF)                             | 802 422      | 1,65 %                | 2,28 %                        | Ej kvalificerade för andra valomgången. Kan ansöka om upp till 800 423 euro vardera i kampanjstöd.                      |
| Nicolas Dupont-Aignan                            | 725 176      | 1,49 %                | 2,06 %                        | Ej kvalificerade för andra valomgången. Kan ansöka om upp till 800 423 euro vardera i kampanjstöd.                      |
| Anne Hidalgo (PS)                                | 616 478      | 1,26 %                | 1,75 %                        | Ej kvalificerade för andra valomgången. Kan ansöka om upp till 800 423 euro vardera i kampanjstöd.                      |
| Phillippe Poutou (Nouveau parti anticapitaliste) | 268 904      | 0,55 %                | 0,77 %                        | Ej kvalificerade för andra valomgången. Kan ansöka om upp till 800 423 euro vardera i kampanjstöd.                      |
| Nathalie Arthaud (Lutte ouvrière)                | 197 094      | 0,40 %                | 0,56 %                        | Ej kvalificerade för andra valomgången. Kan ansöka om upp till 800 423 euro vardera i kampanjstöd.                      |
| Totalt antal avgivna, giltiga röster             | 35 132 947   | 72,07 %               | --                            | |
| Blanka valsedlar                                 | 543 609      | 1,12 %                | --                            | |
| Ogiltiga valsedlar                               | 247 151      | 0,51 %                | --                            | |
| Totalt antal röstande                            | 35 923 779   | 73,69 %               | --                            | |
| Totalt antal ej röstande                         | 12 824 169   | 26,31 %               | --                            | |
| Totalt antal röstberättigade                     | 48 747 876   | --                    | --                            | |

På grund av avrundningsfel kan summeringen av procentsiffrorna avvika marginellt från 100,00 %.

### Valomgång 2
Då ingen av kandidaterna uppnått en absolut majoritet av de avlagda rösterna i den första valomgången krävs en andra valomgång mellan de två kandidater som fått flest antal röster. Den andra valomgången hölls fjorton dagar efter den första, vilket innebär den 24 april 2022.
| Kandidatens namn                     | Antal röster | Andel röstberättigade | Andel avgivna, giltiga röster | Kommentar |
| ------------------------------------ | ------------ | --------------------- | ----------------------------- | --- |
| Emmanuel Macron (LREM)               | 18 768 639   | 38,50 %               | 58,55 %                       | Utsedd till Frankrikes president för perioden 2022–2027. Kan ansöka om upp till 10 691 775 euro i kampanjstöd för andra valomgången |
| Marine Le Pen (RN)                   | 13 288 686   | 27,26 %               | 41,45 %                       | Ej utsedd till Frankrikes president. Kan ansöka om upp till 10 691 775 euro i kampanjstöd för andra valomgången                     |
| Totalt antal avgivna, giltiga röster | 32 057 325   | 65,76 %               | 100 %                         | |
| Blanka valsedlar                     | 2 233 904    | 4,58 %                | --                            | |
| Ogiltiga valsedlar                   | 805 249      | 1,65 %                | --                            | |
| Totalt antal röstande                | 35 096 478   | 71,99 %               | --                            | |
| Totalt antal ej röstande             | 13 655 861   | 28,01 %               | --                            | |
| Totalt antal röstberättigade         | 48 752 339   | --                    | --                            | |

På grund av avrundningsfel kan summeringen av procentsiffrorna avvika marginellt från 100,00 %.
På kvällen den 24 april visade de första vallokalsundersökningarna på seger för Macron. I ett tal på sin valvaka erkände sig då Le Pen besegrad, samtidigt som hon framhöll att Nationell samling gjort sitt bästa val någonsin. Flera europeiska ledare gratulerade också Macron till segern. Den 27 april publicerade Conseil Constitutionnel det slutliga valresultatet och förklarade Emmanuel Macron president i Republiken Frankrike från och med den 14 maj 2022 klockan 00.